# Laurynas Mindaugas Stankevičius
Laurynas Mindaugas Stankevičius (* 10. August 1935 in Trakai; † 17. März 2017 in Vilnius) war ein litauischer sozialdemokratischer Politiker, Ministerpräsident, Mitglied der Litauischen Demokratischen Arbeitspartei (LDDP).

## Biographie

### Studium und Zeit der Litauischen SSR
Nach dem Besuch der Antanas-Vienuolis-Schule in Vilnius absolvierte er von 1953 bis 1957 ein Studium am Institut für Finanzwirtschaft in Leningrad. Anschließend wurde er Mitarbeiter des Finanzministeriums, wo er in den folgenden Jahren unter anderem für Wirtschaft, Staatshaushalt und Landwirtschaft zuständig war. 1969 wurde er dann Vertreter des Ministerrates der Litauischen SSR beim Ministerrat der UdSSR. 1977 folgte seine Ernennung zum Vorsitzenden des Komitees für Arbeit. Schließlich war er von 1988 bis 1990 Stellvertretender Minister für Arbeit und Soziale Angelegenheiten der Litauischen SSR. Während dieser Zeit gehörte er der Kommunistischen Partei der Sowjetunion (KPdSU) an.

### Aufstieg zum Ministerpräsidenten 1996
Nach der Erklärung der Unabhängigkeit am 11. März 1990 wurde er stellvertretender Sozialminister, ehe er am 20. Oktober 1993 die Leitung dieses Ministeriums im Kabinett von Adolfas Šleževičius übernahm. Am 1. Juli 1994 wurde er dann in dessen Regierung Minister für Staatsreform und Kommunalangelegenheiten. 1989 trat er der Litauischen Kommunistischen Partei (LKP) unter dem Vorsitz von Algirdas Brazauskas und danach der LDDP bei.
Am 15. Februar 1996 wurde er als Nachfolger von Šleževičius schließlich selbst Ministerpräsident für die verbleibende Zeit bis zu den Parlamentswahlen im Oktober 1996. Die von ihm geführte Regierung war bis zum 27. November 1996 im Amt und wurde nach der klaren Niederlage der LDDP vom Kabinett Gediminas Vagnorius abgelöst. In dessen Kabinett war er kurzzeitig vom 25. März 1998 bis zum 4. Mai 1999 Gesundheitsminister. Zudem war er von November 1996 bis März 1998 einfacher Abgeordneter des Parlaments.